# Floerkea
Floerkea es un género con once especies de plantas de flores de la familia Limnanthaceae.

## Especies seleccionadas
Otros lo consideran monotípico.
- Floerkea alba
- Floerkea douglasii
- Floerkea lacustris
- Floerkea macounii
- Floerkea marsupiiflora
- Floerkea occidentalis
- Floerkea palustris
- Floerkea proserpinacoides
- Floerkea rosea
- Floerkea uliginosa
- Floerkea versicolor